# 前田萬葉
前田萬葉（日语：前田万葉；1949年3月3日—）是日本籍天主教會樞機，為現任天主教大阪總主教。其聖名為多瑪斯。

## 生平
前田萬葉於1949年3月3日在日本長崎縣南松浦郡出生。他於1975年3月19日在長崎總教區晉鐸。2006年至2011年間，擔任日本主教團秘書長。
教宗本篤十六世於2011年6月13日任命他為廣島教區主教，並於9月23日晉牧。2014年8月20日被調任為大阪總教區總主教。
2018年5月20日，教宗方濟各宣佈樞機團將會於同年6月29日增添14位成員，前田萬葉是其中一位。他們後來提前一天加入樞機團。他於6月28日獲冊封為司鐸級樞機，領聖普正珍堂區司鐸銜。前田萬葉一直參與在廣島的和平運動，並致力於「隱匿基督徒」的宣福工作。